# Honorato de Oliveira Ramos
Honorato de Oliveira Ramos (Lages, 2 de junho de 1865 — , 12 de fevereiro de 1930) foi um político brasileiro.
Foi deputado à Assembleia Legislativa Provincial de Santa Catarina na 27ª legislatura (1888 — 1889).